# Perwurzgupf
Perwurzgupf är en bergstopp i Österrike.   Den ligger i distriktet Murtal och förbundslandet Steiermark, i den centrala delen av landet, 170 km sydväst om huvudstaden Wien. Toppen på Perwurzgupf är 1 804 meter över havet.
Terrängen runt Perwurzgupf är bergig åt nordost, men åt sydväst är den kuperad. Närmaste större samhälle är Trieben, 10,5 km nordost om Perwurzgupf. 
I omgivningarna runt Perwurzgupf växer i huvudsak blandskog. Runt Perwurzgupf är det ganska glesbefolkat, med 42 invånare per kvadratkilometer.